# Dingački Školj
Dingački Školj je nenaseljeni otočić u hrvatskom dijelu Jadranskog mora. Nalazi se uz jugozapadnu obalu polutoka Pelješca, nasuprot vinogorju i naselju Dingač. U sastavu je katastarske općine Pijavičino, te time i općine Orebića.
Površina otoka je 10.268 m2, duljina obalne crte 472 m, a visina 9 metara.

## Vanjske poveznice
|  | Zajednički poslužitelj ima još gradiva o temi Dingački Školj |